# Kolë Idromeno
Kolë Idromeno (15 de agosto de 1860-12 de diciembre de 1939) fue un artista albanés de cultura enciclopédica, pintor , escultor, fotógrafo, arquitecto e ingeniero, pionero en la proyección de cine en su país.

## Biografía
Kolë Idromeno nació el 15 de agosto de 1860 en Shkodra. A esta ciudad de la provincia del norte de Albania se había trasladado su padre, Arsen Idromeno. Éste era carpintero y esposo de Rosa Saraçi.

## Años de formación
En el banco de carpintero de su padre, comenzó Kolë su formación, ejecutando muebles de madera decorada con dibujos. Más tarde tomó clases de dibujo con el afamado fotógrafo de la ciudad, Pjetër Marubi, con quien aprendería también el arte de la fotografía. Viendo las habilidades específicas de su alumno Marubi aconseja a los padres enviar al niño a estudiar en el extranjero. 
Con 15 años viaja a Italia, y en 1876 permanece durante unos meses en la Facultad de Bellas Artes de Venecia. Deja pronto sus estudios tras un enfrentamiento con el profesorado y trabaja en el estudio de un pintor italiano durante un breve período.
Después de que regresara a su ciudad natal en 1877 , Kolë comenzó a trabajar en el estudio Marubi. En este momento ejecuta un dibujo del estudio de fotografía. Además de pintar, se muestra fascinado por la fotografía de retrato, inmortaliza los grupos musicales más activos de la ciudad. Kolë comparte aprendizaje con Mati Kodheli en el estudio de Marubi, pero por poco tiempo, ya que el maestro fallece en 1881.

## Pionero de la fotografía y el cine
En 1883 Idromeno abre , con la ayuda de su padre , un laboratorio en Shkodra al que llama Driteshkronja Idromeno. Aquí expresará su pasión y diligencia, tanto artística como técnica. En este periodo entabla amistad con las personas que retrata, por lo que comienza a tener cierto reconocimiento público. En 1884 un cliente le llamará "Dritëshkronja e Kolës", apodo con el que posteriormente será reconocido.  
En el campo de la temática fotográfica, Kolë se dedicó a retratar paisajes (una gran parte de las postales albanesas de esta época son del estudio Idromeno), personajes públicos y personas anónimas. El retrato de los aldeanos con sus trajes tradicionales ha marcado una pauta en la ciudad de Shkodra, donde actualmente existe un importante museo etnográfico.
A nivel artístico la fotografía de aquel tiempo requería aunar las dotes artísticas de las artes plásticas, con las propiamente técnicas . En el estudio de Idromeno se llevaban a cabo costosos ejercicios estéticos, con base fotográfica pero adornados con elaboradas presentaciones, que incluían incrustaciones de plata y perlas.
En el terreno de la técnica, al comienzo de su actividad como fotógrafo, Idromeno utiliza el proceso de colodión húmedo inventado hacia 1849, más tarde implementado con tecnología de cristal seco con bromuro de plata, una manera relativamente nueva en Europa. Con esta técnica elabora Kolë su importante archivo fotográfico. Para la iluminación, como todos sus contemporáneos, utilizó luz natural.
Su labor fotográfica estuvo marcada por la constante exigencia artística y técnica. Permanece atento a las innovaciones internacionales. Mantuvo correspondencia con los hermanos Lumière de París. 
A partir de 1908 expone fotografías y películas en el Centro Cultural Gjuha Shqipe
En agosto de 1912 firmó un contrato con la compañía austro-húngara Joseph Stauber para importar equipo cinematográfico, con el que transformaría parte de su sótano en una sala de proyección de películas que llamaría “teatro eléctrico”. En este cine rudimentario  se mostrarían las primeras imágenes en movimiento de Albania.

## La música y el teatro
Como hemos dicho el fotógrafo retrata a los grupos musicales más activos de la ciudad. 
Idromeno también fue músico. Desde 1878 forma parte de un grupo de aficionados, siendo primera trompeta y violín. 
Menos conocido es su trabajo como diseñador, cooperando con los teatros locales en la pintura de decorados.

## Pintura: La Mona Lisa de Albania
Paralelamente sigue pintando. En 1883 hizo su obra más famosa, Motra tone (Nuestra hermana), a veces llamada  la Mona Lisa de los albaneses. Es el retrato de su hermana mayor, muy cercana a él, ataviada con ropa tradicional de la ciudad de Shkoder. 
Inicialmente conservado en el seno de la familia, este cuadro se expuso por primera vez en 1954, pero se convierte en un símbolo de la cultura albanesa. También será parte de una serie de estampas seleccionadas por el Correo de Rumania en 1971, para honrar la figura de las mujeres de los Balcanes a través de una hoja de sellos. Restaurada en el Centro de Investigación y Restauración de Museos de Francia, la pintura se exhibió en diciembre de 2005 en el Musée d'Orsay en París, siendo la primera obra albanesa expuesta en este espacio.
En 1929 realiza el retrato de Atë Shtjefën Gjeçovi

## Hacia el reconocimiento internacional
Entre otras obras famosas del artista, podemos destacar "una casa en Shkodra", La boda en Shkodra  o El juicio final.
Idromeno fue el mejor pintor paisajista en la moderna escuela de pintura albanesa y pionero de la pintura realista del siglo XX en Albania.
Fue el precursor de la primera exhibición de arte en  Shkodra (1923) 
Estuvo representado en la primera Exposición Nacional de Arte en Tirana (1931).
Participó con sus trabajos en exposiciones a nivel internacional, por ejemplo, en Viena, Roma, Bari, Budapest (1900) y  Nueva York (1939) el año de su muerte. 
Desde 1956, sus trabajos se hallan conservados en el Mezuraj Museum de Tirana.
Su hermano, Mouni Klammeno, fue también un famoso pintor.
En 1985 fue condecorado a título póstumo con el título de Pintor del Pueblo (Alb. Piktor i Popullit).